# Breanna Yde
Breanna Nicole Yde (Sydney, 11 de Junho de 2003) é uma atriz e cantora australiana. Ela é mais conhecida por interpretar Frankie Hathaway na série da Nickelodeon, The Haunted Hathaways.
Também fez sucesso na série School Of Rock, Interpretando Tomika que é uma estudante de 12 anos de idade do Colégio Travis de Austin, e é melhor amiga de sua colega Summer. Na banda, ela toca o baixo e também é a vocalista.

## Filmografia
| Ano       | Título                     | Papel            | Notas                                                  |
| --------- | -------------------------- | ---------------- | ------------------------------------------------------ |
| 2010      | Level 26: Dark Prophecy    | Jovem Sibby Dark |                                                        |
| 2011      | How I Met Your Mother      | Garotinha        | 1 episódio                                             |
| 2013–15   | The Haunted Hathaways      | Frankie Hathaway | Co-protagonista                                        |
| 2014      | The Thundermans            | Frankie Hathaway | Crossover especial de 1 hora com The Haunted Hathaways |
| 2015      | Instant Mom                | Grace            | 2 episódios                                            |
| 2016–2018 | School of Rock             | Tomika           | Protagonista                                           |
| 2016–2018 | The Loud House             | Ronnie Anne      | Papel recorrente (voz)                                 |
| 2017      | Nicky, Ricky, Dicky & Dawn | Simone           |                                                        |
| 2019      | Malibu Rescue - A Série    | Gina             | Série original Netflix                                 |

| Ano  | Título                                     | Papel        | Notas                            |
| ---- | ------------------------------------------ | ------------ | -------------------------------- |
| 2009 | Social Studies                             | Annie        | Curta Metragem                   |
| 2014 | Santa Hunters                              | Zoey         | Filme para TV                    |
| 2015 | Charlie at a Grown-Up Dinner               | Charlie      | Curta Metragem                   |
| 2015 | Ho Ho Holiday Special                      | Ela mesma    | Especial de natal da Nickelodeon |
| 2016 | Albert                                     | Molly (voz)  | Filme para TV                    |
| 2017 | Nickelodeon's Sizzling Summer Camp Special | Delores      | Especial da Nickelodeon          |
| 2017 | Escape from Mr. Lemoncello's Library       | Akimi        | Filme para TV                    |
| 2017 | Mariah Carey: Desejo de Natal              | Mariah (voz) | Filme para TV                    |
| 2019 | Malibu Rescue - O Filme                    | Gina         | Filme original Netflix           |
| 2020 | Malibu Rescue - The Next Wave              | Gina         | Filme original Netflix           |